# The Lost Scripts of K.O.D.
Albums de Tech N9ne
K.O.D.
(2009) The Gates Mixed Plate
(2010)
The Lost Scripts of K.O.D. est le premier EP du rappeur Tech N9ne, sorti le 30 mars 2010. Cet opus est la suite de l'album K.O.D..
L'album s'est classé 9e au Top Independent Albums, 13e au Top Rap Albums, 31e au Top R&B/Hip-Hop Albums et 117e au Billboard 200.

## Liste des titres
| No | Titre                                                       | Contient un (des) sample(s) de   | Durée |
| -- | ----------------------------------------------------------- | -------------------------------- | ----- |
| 1. | Like I Died (Remix) (featuring Krizz Kaliko et Craig Smith) |                                  | 3:52  |
| 2. | Stress Relief                                               |                                  | 4:22  |
| 3. | 00N9NA                                                      |                                  | 2:32  |
| 4. | Pain Killer (featuring Krizz Kaliko)                        |                                  | 4:05  |
| 5. | Last Sad Song (featuring Krizz Kaliko)                      | Give in to Me de Michael Jackson | 4:31  |